# レネ・アロチャ
レネ・アロチャ・マガリー（René Arocha Magaly , 1966年2月24日 - ）は、キューバ共和国ハバナ出身の元プロ野球選手（投手）。右投げ右打ち。
スペイン語の野球サイトでは1964年生まれとなっている。

## 経歴

### キューバ時代 - 亡命
1979-1980シーズンにオマール・リナレスやダヤン・ビシエドと並び、最年少記録となる15歳でキューバ国内リーグ"セリエ・ナシオナル・デ・ベイスボル"デビュー。
1986-1987シーズンに103.0回を投げて防御率1.51を記録し、最優秀防御率のタイトルを獲得した。
1987-1988シーズンにゲレーロス・デ・メトロポリタノスから名門人気チームのレオネス・デ・インダストリアレスへ移籍した。
キューバ代表としては1988年8月の第30回ワールドカップの優勝に貢献、キューバで3番手、または4番手の投手と見られていた。
アメリカ合衆国テネシー州で開催された大会に出場した後、1991年7月10日に妻子をキューバに残したまま亡命した。11月22日にMLBのセントルイス・カージナルスと契約を結び、入団した。

### プロ入り後
1992年はマイナーリーグのAA級ルイビルで防御率2.70・12勝7敗の好成績を残し、アメリカン・アソシエーションのMVPを獲得した。
1993年4月9日の対シンシナティ・レッズ戦でMLB初登板。初登板では8回を投げて1与四球・2失点の好投で勝利投手となった。その後は先発ローテーションに定着し、防御率3.78・11勝8敗とまずまずの成績を残した。
1994年5月以降はリリーフに専念した。
1995年は7月終盤に右肘を負傷して戦列を離れ、手術が必要になった。
1996年はリハビリに費してシーズンを全休し、12月19日にトム・ラムプキンとのトレードでサンフランシスコ・ジャイアンツへ移籍した。
1997年はMLBに復帰し、ジャイアンツで6試合だけ登板した。
1998年はAAA級ニューオーリンズで過ごした。
1999年はメキシカンリーグのユカタン・ライオンズとモンテレイ・サルタンズに所属、この年限りで現役を引退した。

## 詳細情報

### 年度別投手成績
| 年 度    | 球 団    | 登 板 | 先 発 | 完 投 | 完 封 | 無 四 球 | 勝 利 | 敗 戦 | セ 丨 ブ | ホ 丨 ル ド | 勝 率 | 打 者 | 投 球 回 | 被 安 打 | 被 本 塁 打 | 与 四 球 | 敬 遠 | 与 死 球 | 奪 三 振 | 暴 投 | ボ 丨 ク | 失 点 | 自 責 点 | 防 御 率 | W H I P |
| -------- | -------- | ----- | ----- | ----- | ----- | -------- | ----- | ----- | -------- | ----------- | ----- | ----- | -------- | -------- | ----------- | -------- | ----- | -------- | -------- | ----- | -------- | ----- | -------- | -------- | ------- |
| 1993     | STL      | 32    | 29    | 1     | 0     | 0        | 11    | 8     | 0        | 0           | .579  | 774   | 188.0    | 197      | 20          | 31       | 2     | 2        | 96       | 3     | 1        | 89    | 79       | 3.78     | 1.21    |
| 1994     | STL      | 45    | 7     | 1     | 1     | 1        | 4     | 4     | 11       | 6           | .500  | 360   | 83.0     | 94       | 9           | 21       | 4     | 4        | 62       | 2     | 0        | 42    | 37       | 4.01     | 1.39    |
| 1995     | STL      | 41    | 0     | 0     | 0     | 0        | 3     | 5     | 0        | 14          | .375  | 216   | 49.2     | 55       | 6           | 18       | 4     | 3        | 25       | 2     | 0        | 24    | 22       | 3.99     | 1.47    |
| 1997     | SF       | 6     | 0     | 0     | 0     | 0        | 0     | 0     | 0        | 0           | .000  | 54    | 10.1     | 17       | 2           | 5        | 2     | 1        | 7        | 0     | 0        | 14    | 13       | 11.32    | 2.13    |
| MLB：4年 | MLB：4年 | 124   | 36    | 2     | 1     | 1        | 18    | 17    | 11       | 20          | .514  | 1404  | 331.0    | 363      | 37          | 75       | 12    | 11       | 190      | 7     | 1        | 169   | 151      | 4.11     | 1.32    |

### 選抜リーグ含むキューバリーグ通算投手成績
11シーズン　104勝72敗　防御率3.18　与四球率3.47　奪三振率6.61　被本塁打率0.59　WHIP1.27
245試合　198先発　1412.2回　544与四球（敬遠35）　75与死球　1038奪三振　93被本塁打　

### 獲得タイトル
CNS
- 最優秀防御率：1回 （1987年）

### 背番号
- 43 （1993年 - 1995年、1997年）
- 49 （1997年）